# 马埃谷地自然保护区
马埃谷地自然保护区（Vallée de Mai），又译作玛依谷地自然保护区，是塞舌尔普拉兰岛的一座国家公园，于1983年列入联合国教科文组织世界遗产名录。马埃谷地自然保护区建立于1966年4月18日，有大面积的槟榔森林。海椰子是当地的特有种，也是世界最大的坚果。动物有斯瑟马岛小鹦鹉等。

## 图集

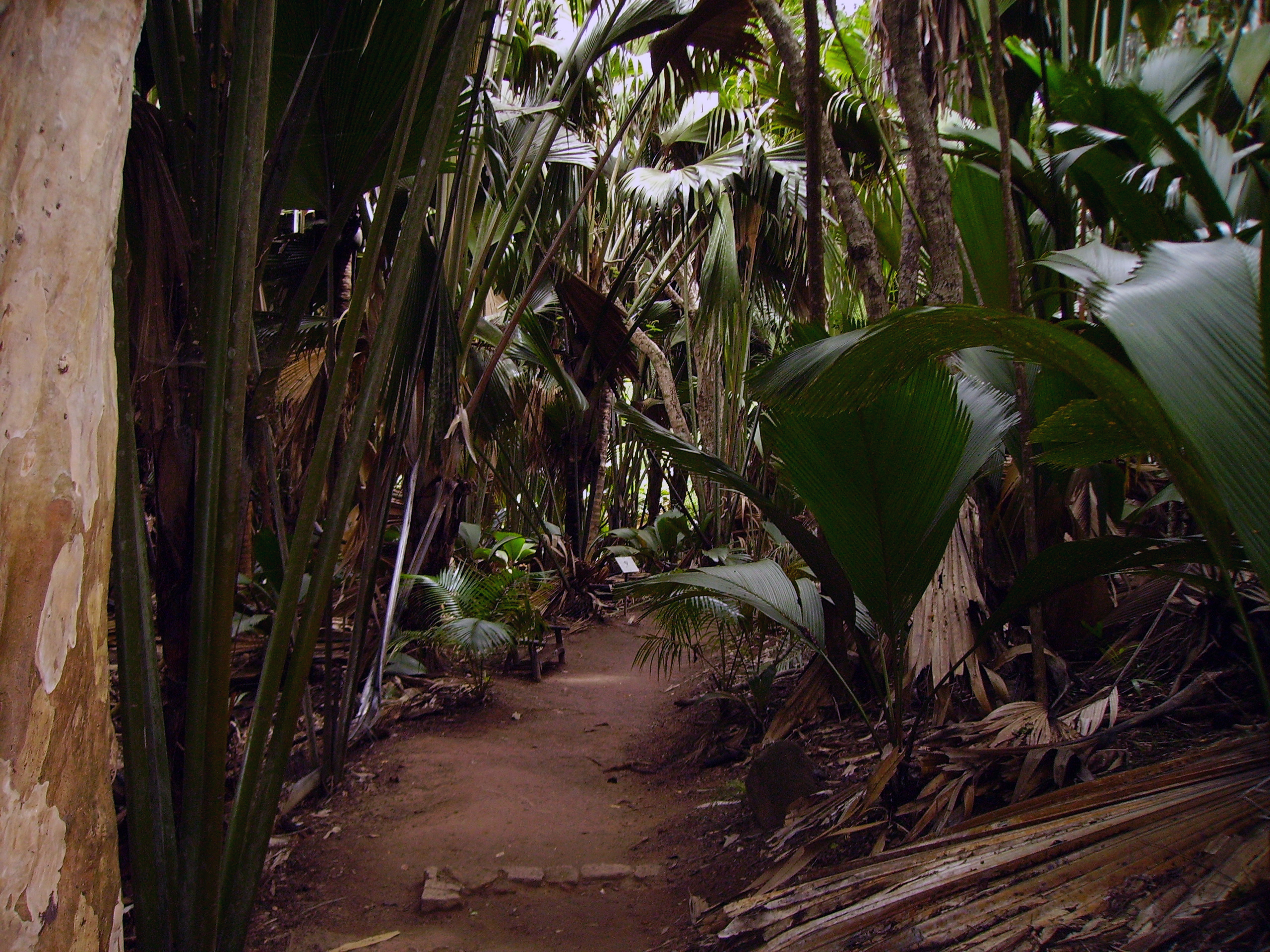
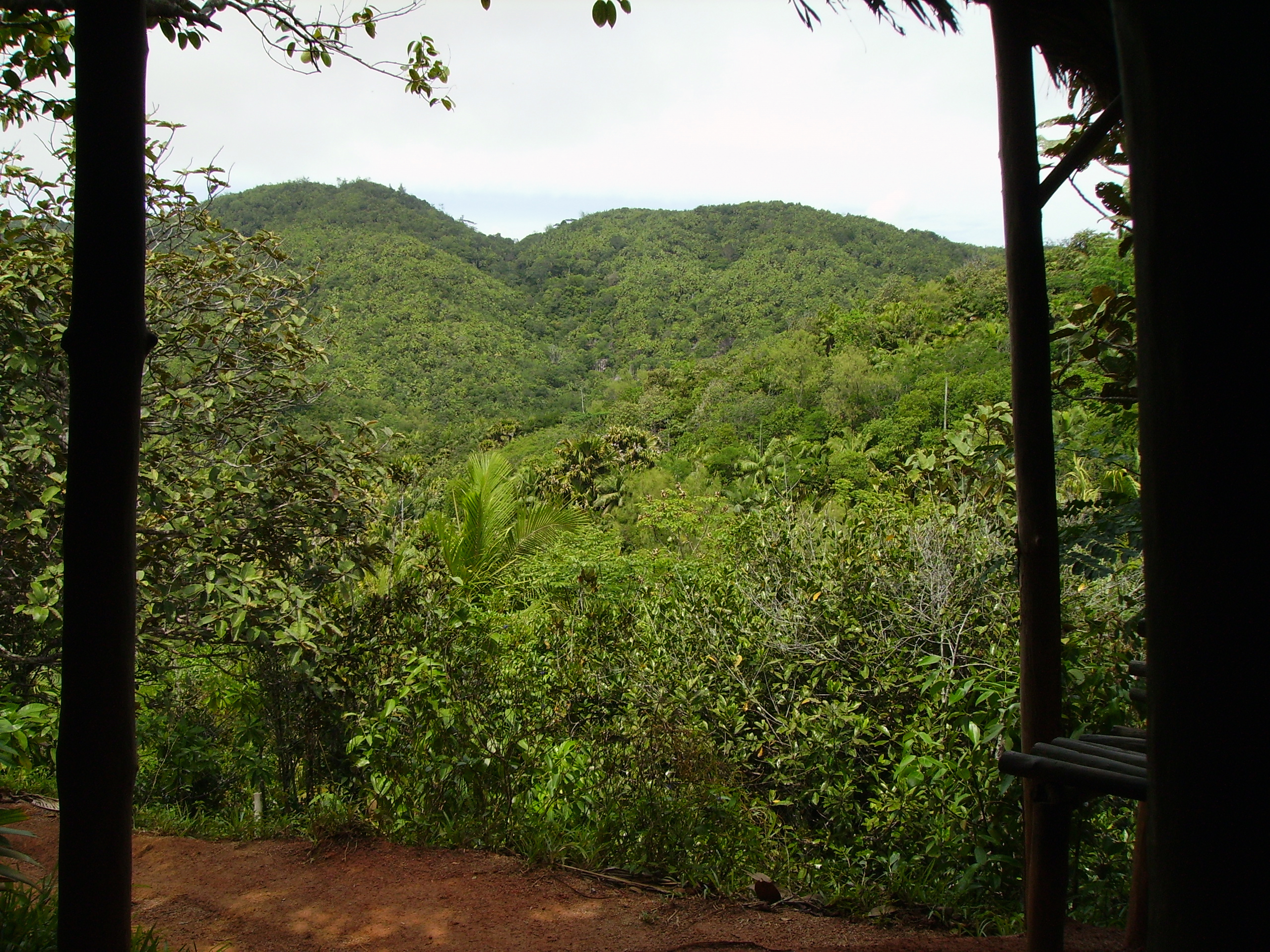
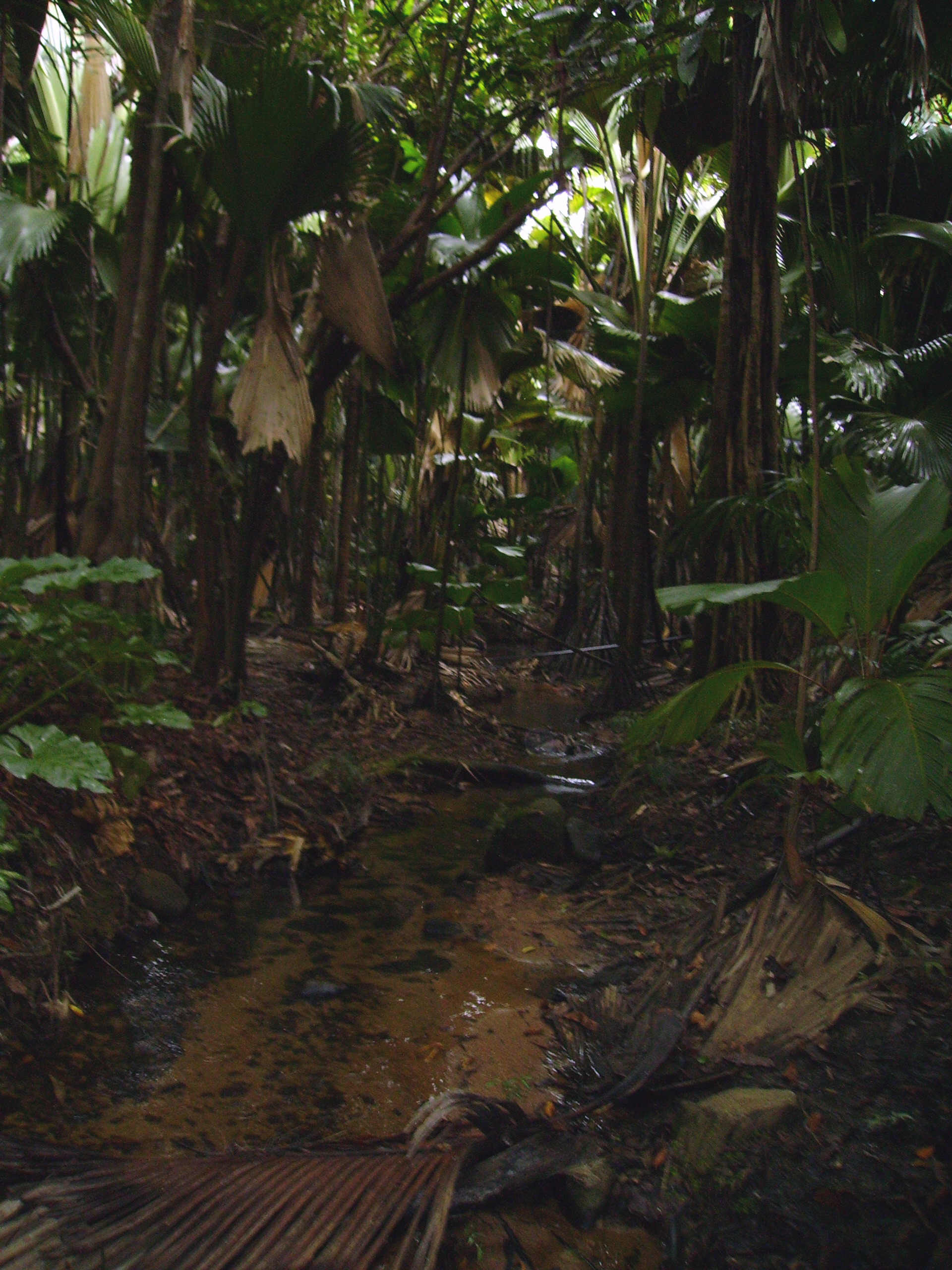
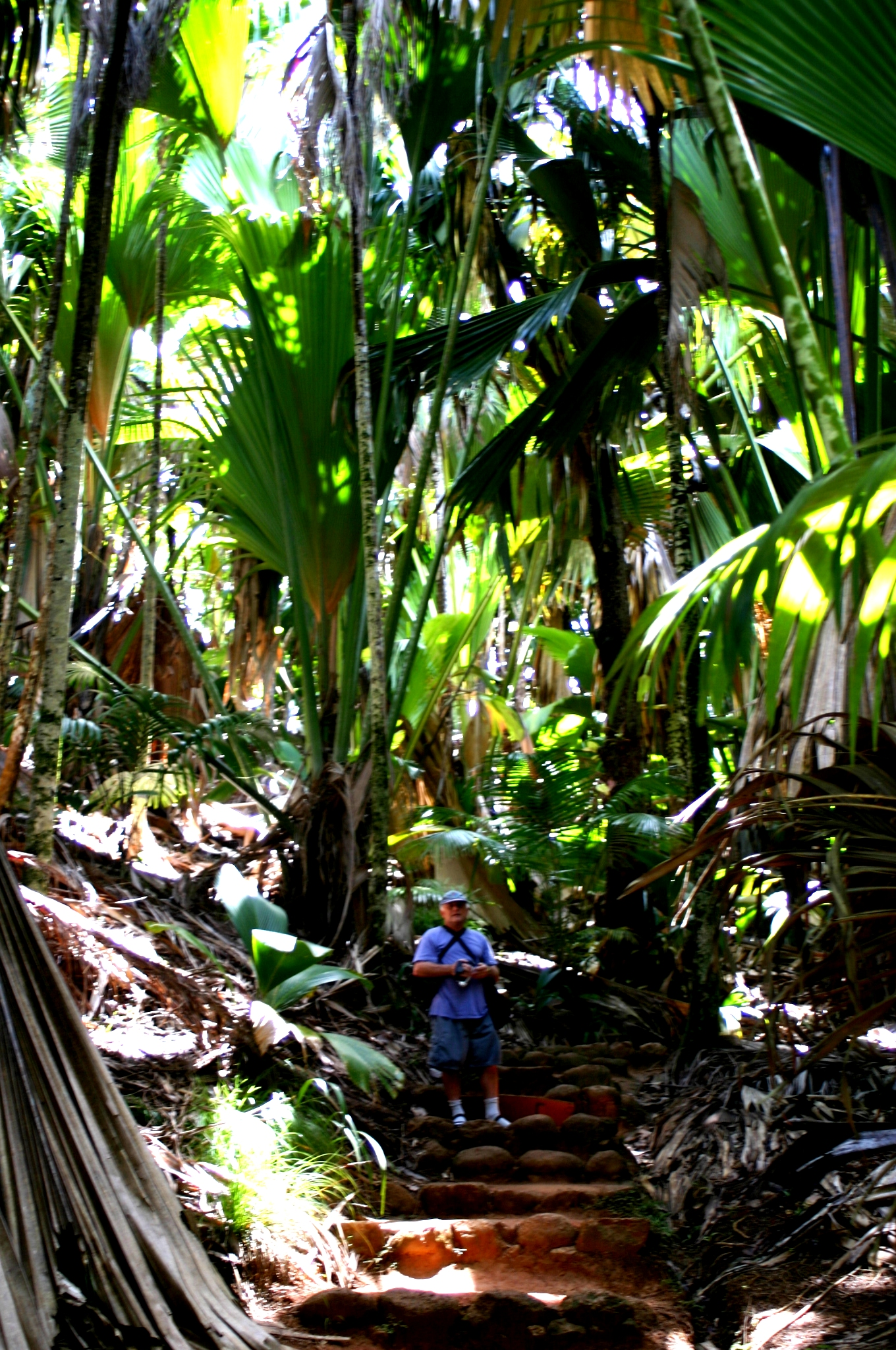

## 登录基准
该世界遗产被认为满足世界遺產登錄基準中的以下基準而予以登錄：
- （vii）包含出色的自然美景与美学重要性的自然现象或地区。
- （viii）代表生命进化的纪录、重要且持续的地质发展过程、具有意义的地形学或地文学特色等的地球历史主要发展阶段的显著例子。
- （ix）在陆上、淡水、沿海及海洋生态系统及动植物群的演化与发展上，代表持续进行中的生态学及生物学过程的显著例子。
- （x）拥有最重要及显著的多元性生物自然生态栖息地，包含从保育或科学的角度来看，符合普世价值的濒临绝种动物种。